# Theiss Ede

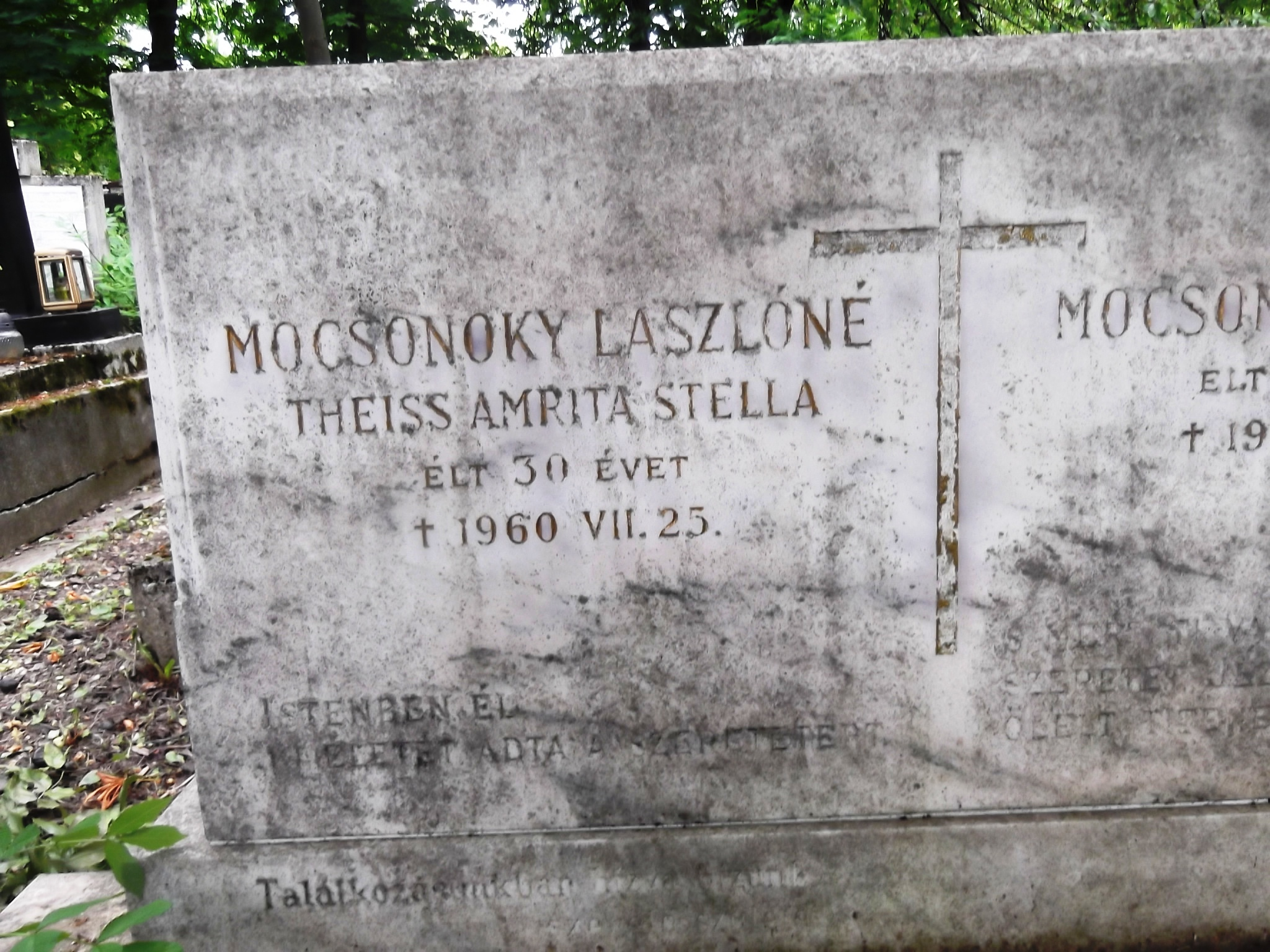
Theiss Ede sírja a Farkasréti Temetőben

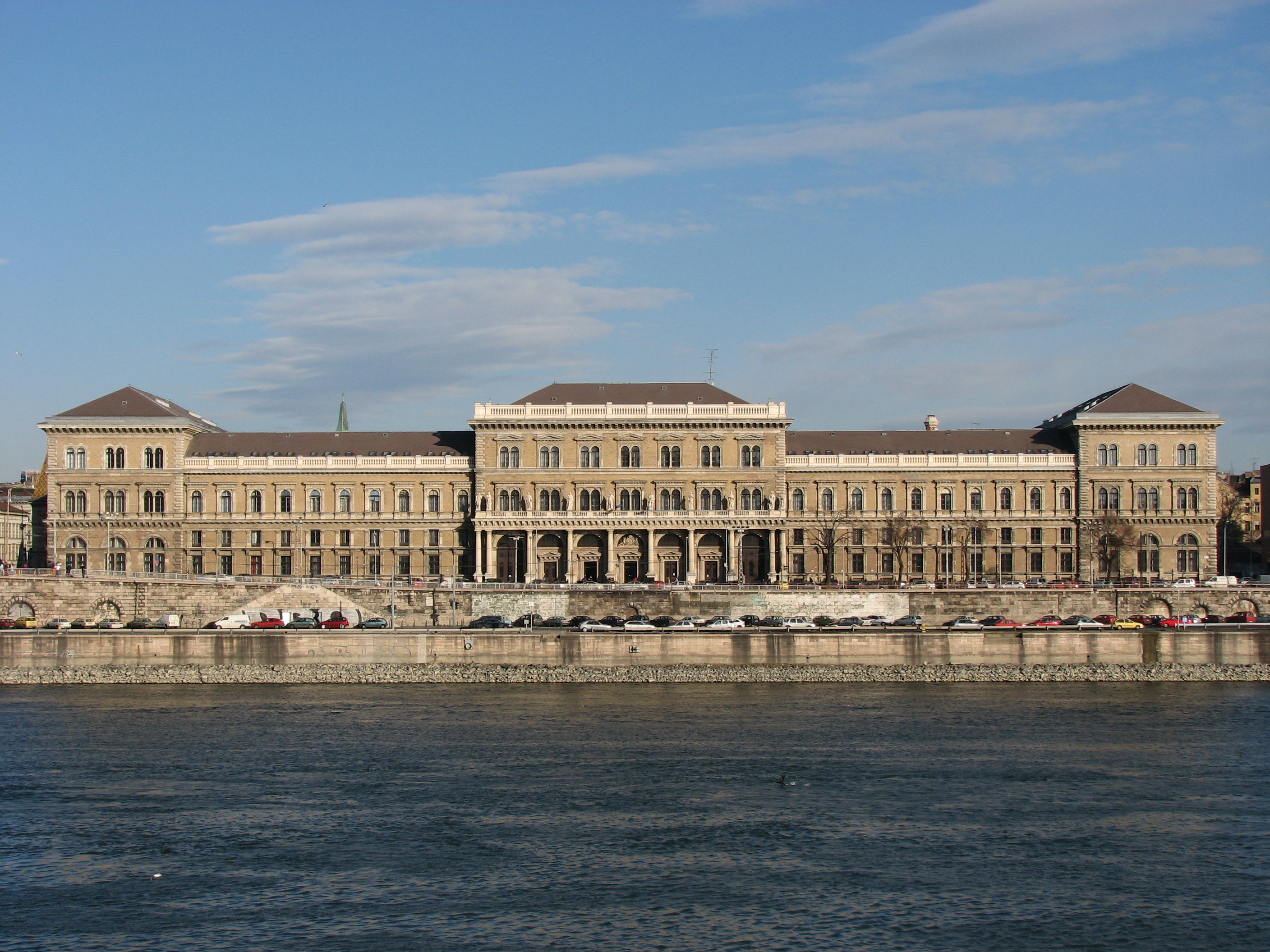
1948-1950 között a Marx Károly Közgazdaságtudományi Egyetemen tanított

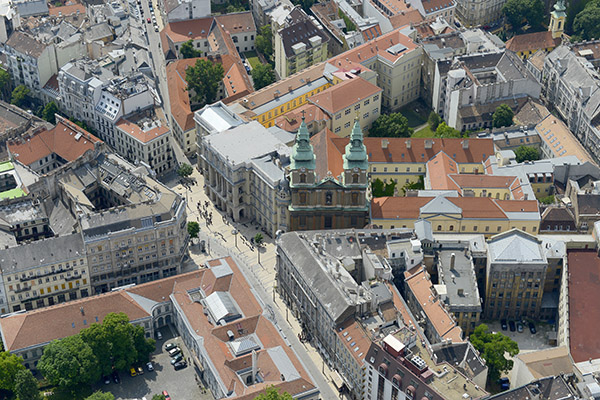
1950-1952 között az Eötvös Loránd Tudományegyetemen tanított

Theiss Ede (Budapest, 1899. február 25. – Budapest, 1979. szeptember 12.) statisztikus, Heller Farkas munkatársa, egyetemi tanár, a Szent István Tudományos Akadémia rendes tagja (1940), az MTA tagja (levelező: 1945. május 30.; tanácskozó: 1949. október 31.; tagsága visszaállítva: 1989. május 9.).
| Theiss Ede                                | Theiss Ede                                     |
| Kattints az alábbi külső linkek egyikére! | Kattints az alábbi külső linkek egyikére!      |
| ----------------------------------------- | ---------------------------------------------- |
| Nem található szabad kép.(?)              |                                                |
| külső link · jogvédett                    | Theiss Ede. Arcanum. Magyar életrajzi lexikon. |

## Élete
Theiss Imre és Rottenbiller Margit fia. 1924-ben a Királyi József Műegyetemen gépészmérnöki oklevelet, majd 1931-ben közgazdasági doktori oklevelet szerzett. 1931 és 1933 között a Rockefeller-ösztöndíjjal az Amerikai Egyesült Államokban, Nagy-Britanniában és a skandináv országokban tanult. 1936-ban a közgazdaságtan dinamikai problémái, különös tekintettel a kvantitatív kutatási módszerekre tárgykörben magántanári képesítést szerzett. Az MTA tagja (levelező: 1945. május 30.; tanácskozó: 1949. október 31.; tagsága visszaállítva: 1989. május 9.). A levelező tagság formai volt, gyakorlatilag kizárták az MTA tagjai sorából.
A Királyi József Műegyetem Gépészmérnöki Osztály Gépelemek Tanszék tanársegéde (1924–1928), tanszékvezetője Herrmann Miksa volt. A Kereskedelemügyi Minisztérium XVII. (Általános Ipari Műszaki Ügyek) Szakosztályának munkatársa (1928–1933), ún. miniszteri főmérnöke (1933–1935), az Iparügyi Minisztérium XI. (Energiagazdálkodási) Szakosztályának miniszteri műszaki tanácsosa (1935–1938), az osztály vezetője (1938–1944), a II. világháború után ugyanott az Energiagazdálkodási Főosztály vezetője (1946–1948). A Magyar Királyi József Nádor Műszaki és Gazdaságtudományi Egyetem magántanára (1936–1946), c. nyilvános rendkívüli tanára (1946–1948), a Magyar Közgazdaságtudományi Egyetemen a statisztika nyilvános rendkívüli tanára (1948–1950) a Heller Farkas által vezetett tanszéken. Az Eötvös Loránd Tudományegyetem Állam- és Jogtudományi Kar Statisztikai Tanszék nyilvános rendes tanára (1950–1952), egyetemi tanára (1952–1959). A Központi Statisztikai Hivatal Népességi Főosztálya, illetve a Demográfiai Kutatócsoport külső tud. munkatársa (1959–1979). 
Matematikai közgazdaságtannal foglalkozott. Alapvető tevékenységet fejtett ki a statisztikai döntéselméleti kutatások magyarországi megteremtésében és nemzetközi szintű fejlesztésében. Új makroökonómiai módszereket vezetett be a gazdasági tervezésbe.
Felesége Vajk Mária Magdolna volt, akit 1928. október 31-én Budapesten vett nőül.
Nemzeti sírkertek. Theiss Ede. Védett: 2004. Sírkert: Farkasréti temető, Budapest. Parcella, Szakasz, Sor, Sír: 41, N/A, 1, 92/93.A síron Theiss Ede neve nincs felírva.Theiss Ede sírja

## Fontosabb művei
- Theiss Ede (1900-1979) 24 publikációjának az adatai. OSZK. Katalógus.[6]
- A Statisztikai Szemlében 1947-2012 között 42 tanulmánya jelent meg.[7]
- Köves Pál-Filó János: Theiss Ede (1899–1979) műveinek válogatott bibliográfiája. [8]
- Az átalakulás, termelés és jövedelemelosztás matematikai elmélet. Budapest, 1931
- Time and Capitalistic Production. Journal of Policital Economy, 1932
- A határhaszon mérésének problémája. – Az időmozzanat az egzakt közgazdaságtanban. Közgazdasági Szemle, 1932
- A Quantitative Theory of Industrial Fluctuations Caused by the Capitalistic Technique of Production. Journal of Political Economy, 1933
- Statisztikai törvényszerűség a jövedelemeloszlásban. Közgazdasági Szemle, 1935
- Dynamics of Saving andInvestment. Econometria, 1935
- Statisztikai korreláció és keresleti törvény. Közgazdasági Szemle, 1937
- Korlátozott verseny és gazdaságpolitika. Közgazdasági Szemle, 1939
- Konjunktúra-kutatás. A Mérnöki Továbbképző Intézet kiadványai. 15. kötet. 11. füzet. Budapest, 1943
- Közgazdaság, történet és társadalom szellemtudományi megvilágításban. – Közgazdaság és társadalom a törvénykutató módszer megvilágításában. Budapest, 1944
- Dinamikai közgazdaságtudomány és társadalmi folyamat. Közgazdasági Szemle, 1947
- Tervgazdaság és statisztika. Statisztikai Szemle, 1948. január-június.
- Theiss Ede-Krekó béla- Pintér László-Párniczky Gábor. Korreláció és trendszámítás. Budapest, KJK. 1958
- A francia tervezés modelljei és statisztikai sajátosságai. Budapest, Statisztikai Kiadó Vállalat, 1972